# Irsina
Irsina község (comune) Olaszország Basilicata régiójában Matera megyében.

## Fekvése
A Bradano folyó völgyében fekszik, a megye északi részén. 

## Története
A település neve 1895-ig Montepeloso volt, ami a latin pilosumra vezethető vissza, jelentése gazdag, termékeny hegy. Az ókori települést 988-ban a szaracénok teljesen elpusztították. II. János salernói herceg építtette újjá. 1041. szeptember 3-án Montepeloso mellett a normannok megsemmisítő csapást mértek a bizánciakra, akik ebben az időben Dél-Itália urai voltak. Montepeloso egyike volt az Apuliai Grófság első tizenkét báróságának.

## Népessége
A népesség számának alakulása:

## Főbb látnivalói
- Santa Maria Assunta-katedrális (13. század)
- San Francesco-templom (12. század)
- Maria Santissima del Carmine-templom
- nemesi paloták: Palazzo Lombardi, Palazzo Cantorio, Palazzo Angeletti, Palazzo Nugent,
- a városi védművek maradványai: Porta Arenacea, Porticella dei Greci, Porta Maggiore, Porta della Provvidenza stb.